# غلين فولي
غلين فولي (بالإنجليزية: Glenn Foley)‏ هو لاعب كرة قدم أمريكية أمريكي، ولد في 10 أكتوبر 1970 في ووبرن في الولايات المتحدة.

## وصلات خارجية
- غلين فولي على موقع مرجع كرة القدم المحترفة.كوم (الإنجليزية)